# 城南郵便局 (福岡県)
城南郵便局（じょうなんゆうびんきょく）は、福岡県福岡市城南区干隈にある郵便局。民営化前の分類では集配普通郵便局であった。

## 概要
住所：〒814-0199 福岡県福岡市城南区干隈2-56-1

### 作業所
- 四箇田団地内郵便作業室 - 住所：〒814-0176 福岡県福岡市早良区四箇田団地

## 沿革
- 1974年（昭和49年）10月28日 - 福岡市西区干隈字五反田に、福岡西郵便局干隈分室を設置[1]。
- 1980年（昭和55年）10月6日 - 福岡西郵便局干隈分室の廃止に伴い、干隈郵便局として開局[2]。
- 1989年（平成元年）10月16日 - 城南郵便局に改称。
- 1998年（平成10年）9月1日 - 外国通貨の両替および旅行小切手の売買に関する業務取扱を開始。
- 2007年（平成19年）10月1日 - 民営化に伴い、併設された郵便事業城南支店に一部業務を移管。
- 2012年（平成24年）10月1日 - 日本郵便株式会社発足に伴い、郵便事業城南支店を城南郵便局に統合。

## 取扱内容
- 郵便、印紙、ゆうパック、内容証明
- 貯金、為替、振替、振込、国際送金、外貨両替・トラベラーズチェック、国債、投資信託
- 生命保険、バイク自賠責保険、自動車保険
- 地方公共団体事務（福岡市戸籍の謄抄本など公的証明書の交付）
- ゆうちょ銀行ATM
- 福岡市城南区内の一部地域および早良区内の一部地域の集配業務
- ゆうゆう窓口

## 周辺
- 福岡大学七隈キャンパス
- 福岡大学病院
- 福岡歯科大学
- 福岡歯科大学医科歯科総合病院
- 福西会病院
- 西南杜の湖畔公園(西南学院大学干隈キャンパス跡地)
- 干隈中央公園
- 菊池神社 (福岡市)
- イオン野芥店
- マルキョウ野芥店

## アクセス
- 福岡市地下鉄七隈線 野芥駅から徒歩約6分
- 西鉄バス 城南郵便局停留所下車
- 福岡高速5号線 野芥出入口からすぐ
- 国道263号沿い
- 駐車場あり：15台